# نصف نسر فرانكلين ديلانو روزفلت
نصف نسر فرانكلين ديلانو روزفلت هي عملة تذكارية أصدرتها دار سك العملة الأمريكية في عام 1997.

## التشريع
سمح قانون عملات الولايات المتحدة التذكارية لعام 1996 قانون عام. 104–329 (text) (PDF) سمح بإنتاج عملة 5 دولار ذهبية تذكارية (نصف نسر) لإحياء ذكرى الافتتاح العام لنصب فرانكلين ديلانو روزفلت التذكاري في واشنطن العاصمة. سمح القانون بسك عملات خاصة وغير متداولة.

## التصميم
صمم الوجه تي جيمس فيريل عليه صورة الرئيس فرانكلين ديلانو روزفلت من صورة فوتوغرافية مفضلة لفرانكلين روزفلت التقطت في عام 1938 وهو على جسر سفينة يو إس إس هيوستن ويرتدي معطف القارب وهي علامة تجارية مألوفة للعديد من الأميركيين. على الظهر الذي صممه جيمس بيد الختم الرئاسي الذي عرض في حفل تنصيب فرانكلين روزفلت عام 1933.

## الإصدار
ينص قانون سك العملة إصدار 100,000 قطعة بحد أقصى، أصدرت 29,474 قطعة غير متداولة و11,894 قطعة خاصة أي ما مجموعه 41,368 قطعة. كلها في دار سك العملة في ويست بوينت، انتهي حتى 15 مايو 1998.

منحت جزء من عائدات مبيعات العملات إلى لجنة فرانكلين ديلانو روزفلت التذكارية.

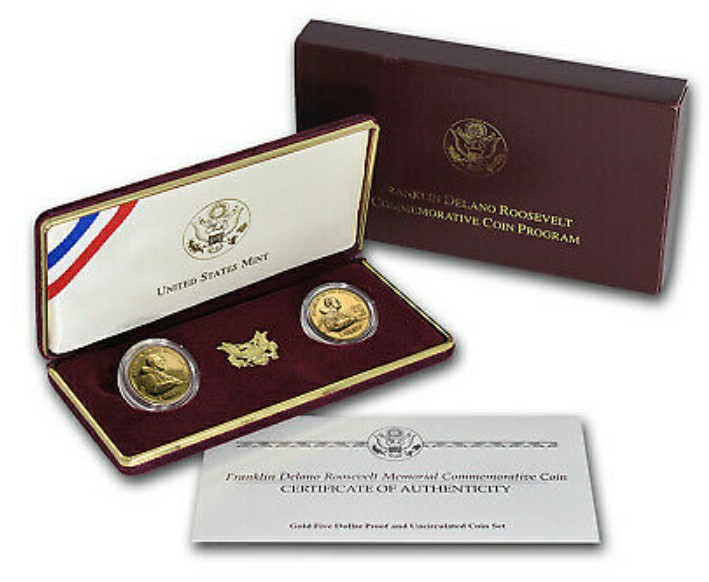
Franklin Delano Roosevelt $5 gold uncirculated and proof coins with Mint packaging and COA